# Дворец водных видов спорта (Гомель)
Дворец водных видов спорта — крытое спортивное сооружение в Гомеле.
Один из немногих и крупнейших подобных в Гомеле, дворец предназначен для проведения тренировок и соревнований по водным видам спорта (акватике), однако может использоваться также как универсальный дворец спорта. Первый бассейн Гомеля с 50-метровыми дорожками.
Новое спортивное сооружение расположено на улице Мазурова за Ледовым дворцом и включает в себя три чаши.

## Характеристики
- Вместимость: 500 зрителей.
- Три чаши бассейнов:

 — главная 50-метровая на 10 дорожек (8 основных + 2 запасных).
 — чаша для прыжков в воду, оборудована трамплинами высотой 1, 3, 5, 7,5 и 10 метров, то есть всем необходимым для проведения самых крупных соревнований. Её глубина — 6 метров.
 — отдельно разместился бассейн для детей.